# Orangeburg, New York
Orangeburg är en så kallad census-designated place i kommunen Orangetown i Rockland County i delstaten New York. Vid 2010 års folkräkning hade Orangeburg 4 568 invånare.